# 张英洲
张英洲（1962年—），黑龙江海拉尔人，中国男子射击运动员，曾任第八届全国政协委员。他曾参加1988年和1992年两届夏季奥运，以及1986年和1990年两届亚洲运动会。